# Sanguinària del Canadà
La sanguinària del Canadà (Sanguinaria canadensis) és una planta amb flor de la família Papaveraceae.
Aquesta planta és l'única espècie del gènere Sanguinaria. Viu en zones boscoses i humides. Té una única fulla basal que ix directament del rizoma. Floreix a la primavera. Les flors són blanques i s'obren al matí i es tanquen a l'arribada del vespre.
És una planta tòxica que rep el nom de "sanguinaria" a causa de la saba que produeix, líquid que segons la imaginació popular recorda a la sang.
Els habitants originals del Canadà utilitzaven aquest líquid per fer pintures facials i del cos.